# Americana (culture)
Pour les articles homonymes, voir Americana.

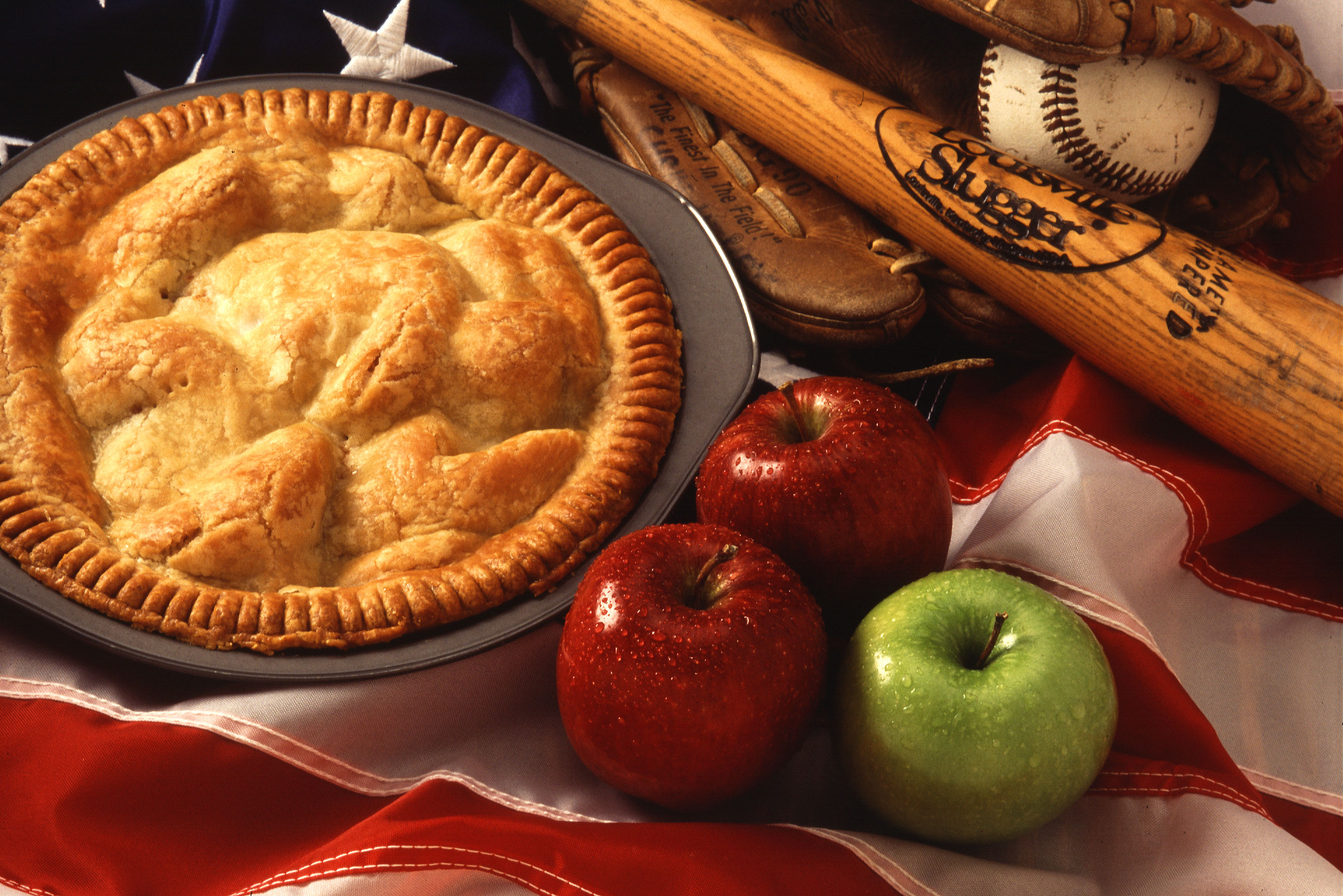
Les tartes aux pommes, le baseball et le drapeau américain sont trois icônes bien connues de la culture américaine.

Le terme Americana regroupe ce qui a trait à l'histoire, la géographie, le folklore et la culture des États-Unis d'Amérique. On l'utilise ainsi pour qualifier les objets considérés comme caractéristiques du peuple américain, ou représentant particulièrement bien la culture américaine, souvent de manière stéréotypée,.
L'image populaire du rêve américain joue un grand rôle dans la détermination de ce qui appartient ou non à l'Americana.
De nombreux objets rétros, tant qu'ils semblent incarner l'essence des États-Unis, y correspondent alors, quelle que soit la période de l'histoire américaine. En outre, le concept d'Americana englobe aussi des lieux, des idées et des personnages identifiés comme typiquement américains.

## Nostalgie culturelle
Au cours de la seconde moitié du XXe siècle, l'Americana désigna la nostalgie vis-à-vis des petites et moyennes villes américaines entre 1880 et la Première Guerre mondiale, souvent vues comme « le bon vieux temps » (« the good old days »). Cette période était considérée comme la naissance de la société américaine moderne.
Cette nostalgie se nourrit du souvenir de la confiance en l'avenir qui émergea alors, notamment du fait de la fin de la conquête de l'Ouest et celle de la guerre hispano-américaine. 
Le Zeitgeist de cette période idéalisée trouve son incarnation dans la Main Street, USA des parcs Disneyland (la section est en effet inspirée de la ville natale de Walt Disney, Marceline), dans la comédie musicale The Music Man ou dans la pièce Our Town.

## Galerie

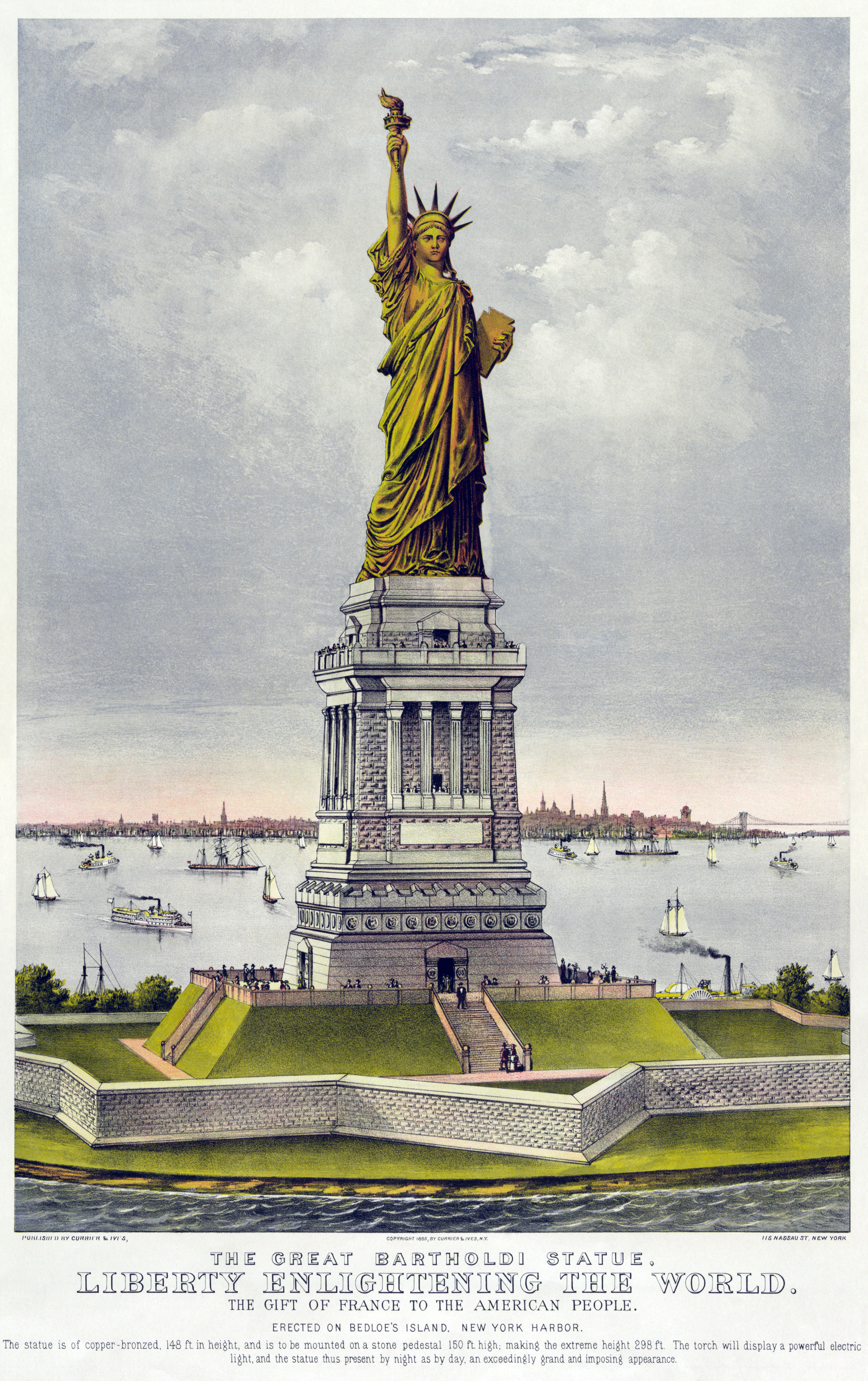
La Liberté éclairant le monde illustrée dans une gravure de Currier and Ives.
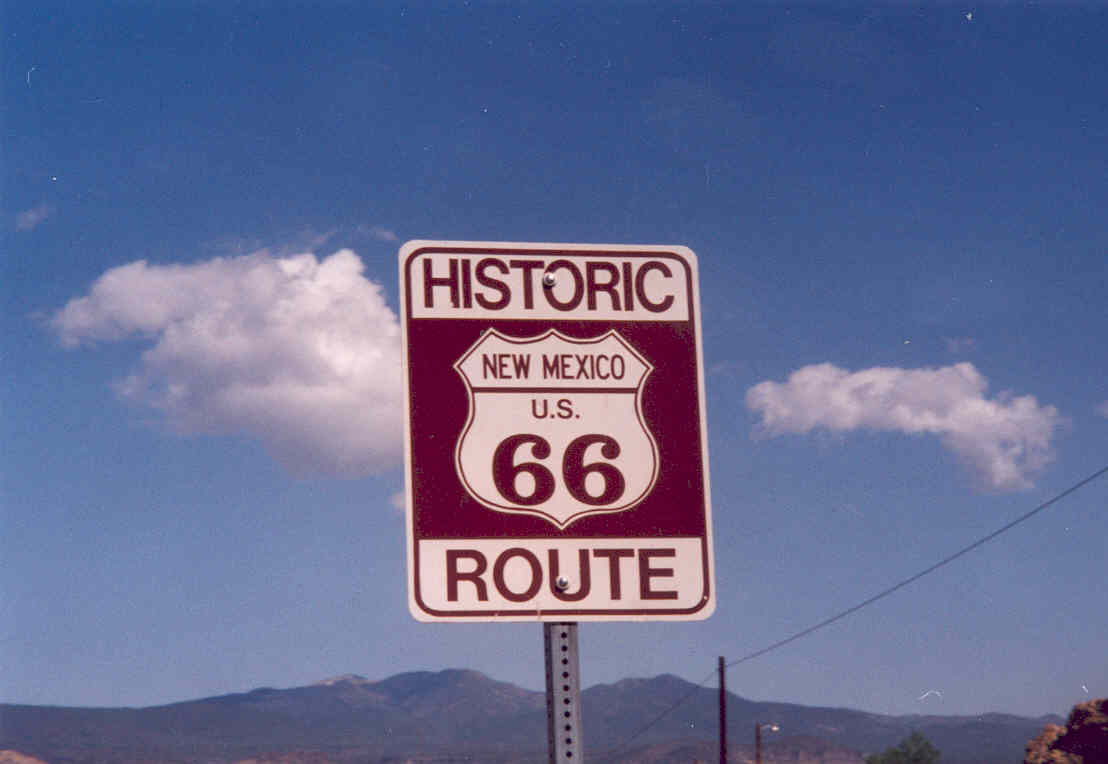
Un panneau de l'U.S. Route 66.
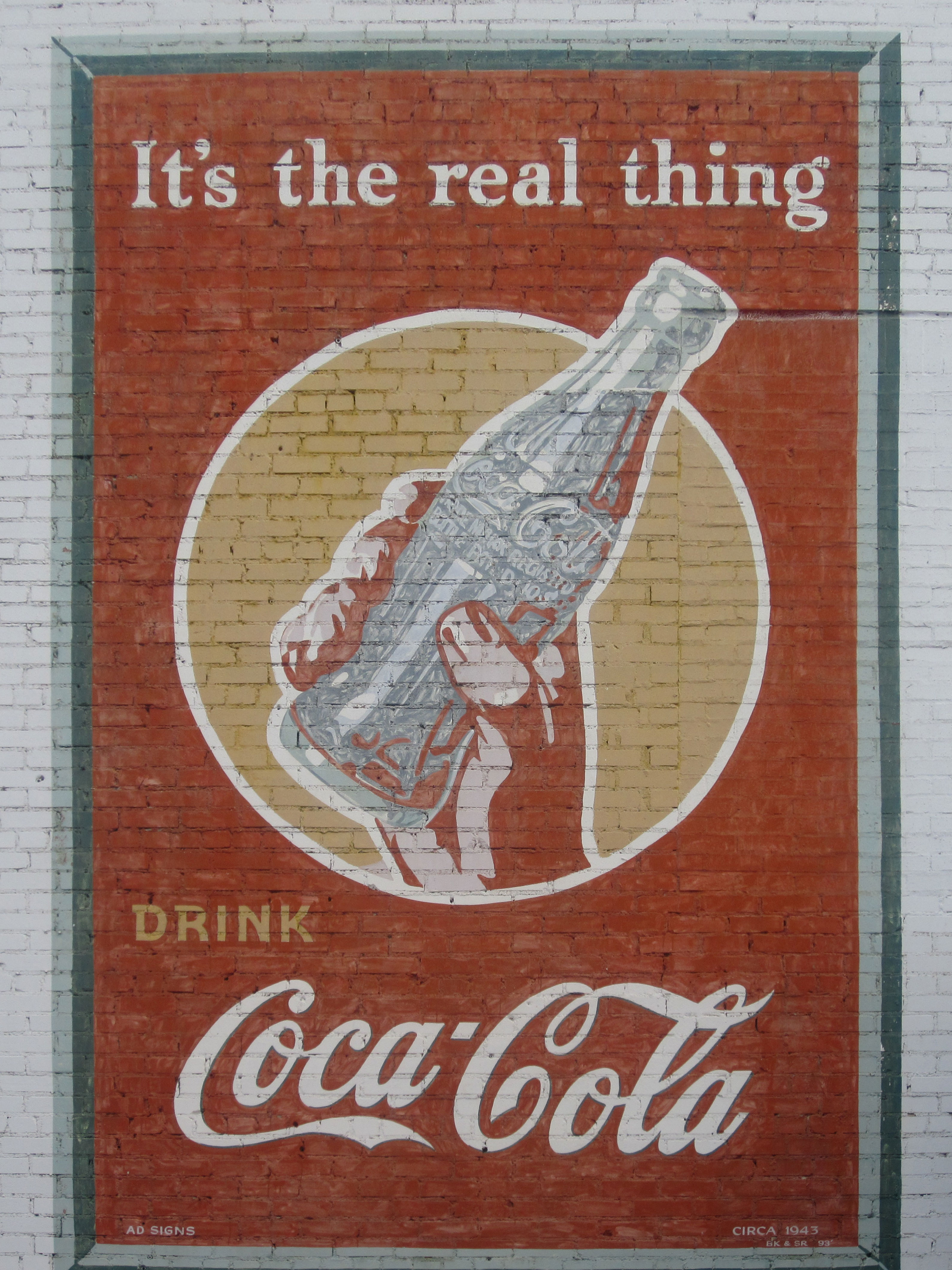
Cette publicité Coca-Cola de 1943 est encore affichée à Minden.
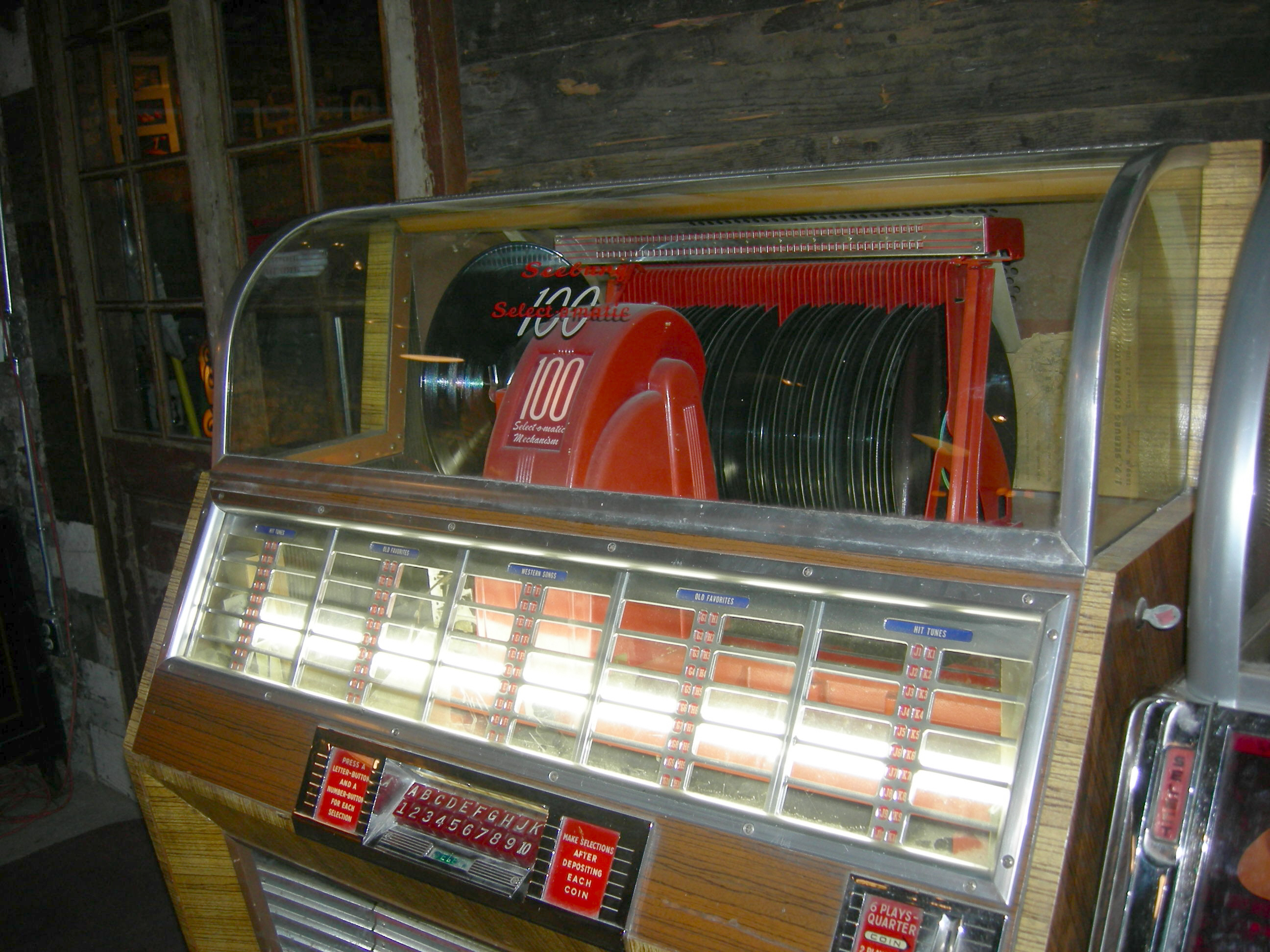
Au début des années 1940, les trois-quarts des enregistrements musicaux américains étaient contenus dans des juke-box.
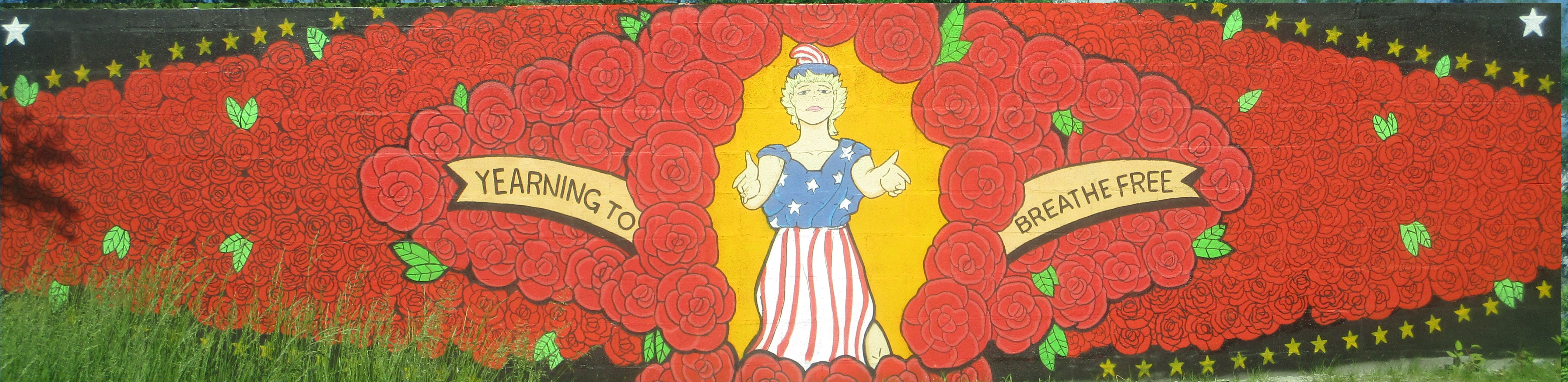
Columbia de Carrick, graffiti de la personnification des États-Unis, à Pittsburgh.
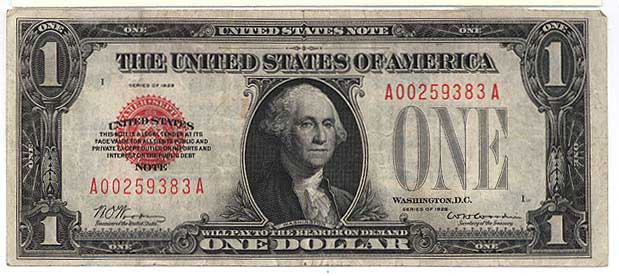
George Washington sur un billet de 1928.